# کی‌ال‌ام سیتی‌هاپر

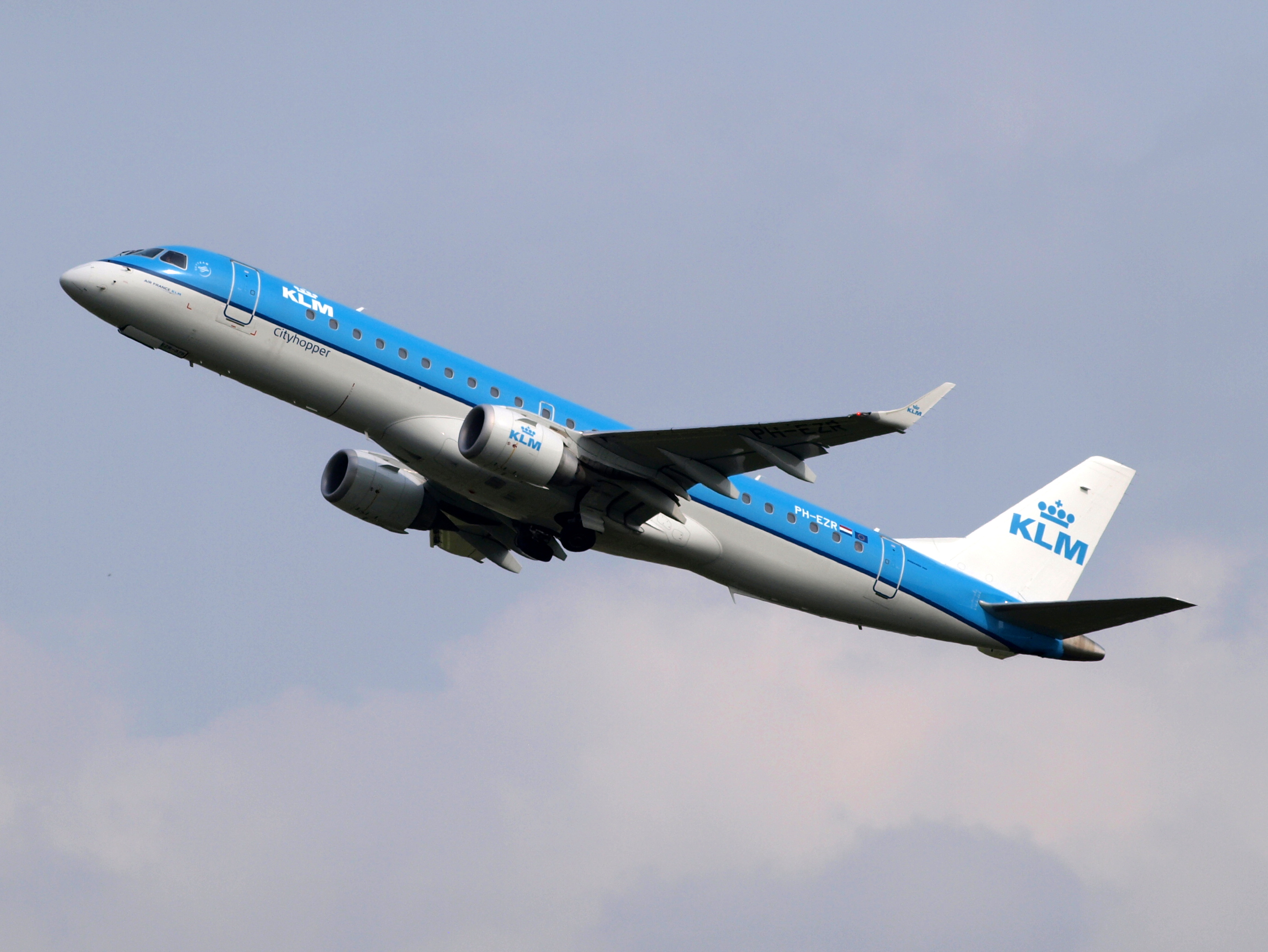
هواپیمای امبرائر ای‌آرجی ۱۹۰ متعلق به کی‌ال‌ام سیتی‌هاپر

کی‌ال‌ام سیتی‌هاپر، (به انگلیسی: KLM Cityhopper) شرکت هواپیمایی هلندی است، که در سال ۱۹۹۱ تأسیس شد و هم‌اکنون به‌عنوان خطوط هواپیمایی منطقه‌ای شرکت کی‌ال‌ام و زیرمجموعه‌ای از گروه ایر فرانس-کی‌ال‌ام فعالیت می‌نماید. این شرکت در حال حاضر روزانه به ۴۴ مقصد پروازهای مستقیم دارد.
دفتر مرکزی شرکت کی‌ال‌ام سیتی‌هاپر در شهر هارلمرمیر، هلند قرار دارد و فرودگاه اسخیپول آمستردام، قطب این شرکت هواپیمایی به‌شمار می‌آید. کی‌ال‌ام سیتی‌هاپر در حال حاضر در ناوگان هوایی خود، دارای ۴۷ فروند هواپیمای جت مسافربری می‌باشد.